# André Hansen
André Hansen (Oslo, 17 december 1989) is een profvoetballer uit Noorwegen, die speelt als doelman.

## Interlandcarrière
Hansen kwam tot op heden drie keer uit voor de nationale ploeg van Noorwegen. Onder leiding van bondscoach Egil Olsen maakte hij zijn debuut op 12 januari 2013 in het vriendschappelijke duel tegen Zambia (0-0) in Ndola.

## Erelijst
Rosenborg BK
- Noors landskampioen

2015, 2015, 2017
- Beker van Noorwegen

2015, 2016